# 구라이시 다다오
구라이시 다다오(일본어: 倉石 忠雄, 1900년 7월 2일~1986년 11월 8일)는 14선 중의원 의원을 지낸 일본의 정치인이다.

## 생애
1900년 7월에 나가노현 사라시나군 이나리야마정(지금의 지쿠마시)에서 태어났다. 구제 나가노 중학교를 거쳐 1925년에 호세이 대학 법과를 졸업했다. 이후 중의원 의원 모리 가쿠의 추천을 받아 입헌정우회에 입당해 원외 정당 활동에 잠시 종사했다.
여성 잡지사인 『부녀계사』에 입사해 근무하다가 사장 쓰가와 시게미의 눈에 들어 그의 차녀와 결혼했으며 장인의 지원을 받아 런던 대학교에 유학을 가서 사회정책을 공부했다. 귀국 후 상무가 되었다. 1932년에 정우회의 공천을 받아 총선에 출마했지만 낙선했다. 중일 전쟁이 한창일 때 대만에 건너가 남일본화학공업 전무, 대만제염 감사 등을 역임했다.
전후인 1947년에 일본자유당의 공천을 받아 총선에 출마해 당선됐다. 같은 해 12월 5일의 중의원 본회의에서 다른 의원과 의안에 대해 토론하다가 감정이 격해진 일이 있었다. 이에 구라이시를 제지하는 수위를 구라이시가 폭행하는 일이 발생했다. 구라이시에게 징벌동의가 발해져 30일간 등원 정지 처분이 내려졌다. 1948년에는 정치 자금에 관한 문제와 「탄광국가관리법」안 처리 과정에서 뇌물을 받은 것이 문제가 되어 중의원 부당재산거래조사특별위원회에 소환됐다.
자유당 국회대책위원장을 맡고 있을 때인 1952년에 중의원 의원운영위원장 이시이 히로히데와 함께 후쿠나가 겐지의 간사장 지명을 제지했다. 이후 두 사람은 자유당 내에서 민주화 동맹을 결성해 반 요시다 시게루 운동을 전개했다. 보수합동으로 자유민주당이 출범하고 1955년에 제3차 하토야마 이치로 내각이 성립하자 노동상에 취임하여 처음 입각했다. 1956년엔 자민당 국회대책위원장을 지냈다가 1958년 제2차 기시 내각에서 다시 한 번 노동상을 역임했다. 이케다 하야토와 사토 에이사쿠 때 자민당 노동문제조사회장을 지내며 「결사의 자유 및 단결권 보호에 관한 협약」 비준과 관련 국내법 정비에 노력했다. 또한 「최저임금법」 제정에도 힘을 쏟았다.
후쿠다 다케오가 당풍쇄신연맹(나중에 세이와 정책연구회로 이어짐)을 결성하자 오노 반보쿠의 파벌에서 이탈해 후쿠다파에 합류하여 간부가 되었다. 사토와 다나카 가쿠에이 때는 세 차례에 걸쳐 농림상을 역임했다. 첫 번째 농림상을 역임하던 1968년에 미국과 조선민주주의인민공화국 사이에 푸에블로함 피랍 사건이 발생하면서 동해에서 일본 선박의 조업이 위협을 받자 국회에서 "현행 헌법은 타력본원이다. 역시 군함이나 대포가 필요하다", "이런 바보 같은 헌법을 들고 있는 일본은 (미국의) 첩이나 다름없다"라고 발언해 야당의 추궁을 받아 결국 사임했다.
두 번째 농림상 때는 구라이시가 이사장으로 있는 골프장이 국유지를 무단으로 사용하다가 일본주택공단에 전매한 사건과 골프장이 운영하는 별장에 국비로 조림한 것에 대해 또 야당의 추궁을 받았다. 하지만 구라이시는 여행을 이유로 국회에 출석하지 않고 차관이 대신 사과했다.
1972년에 자유민주당 정무조사회장을 맡았으며 1973년에 세 번째 농림상 임기를 보냈다. 1974년에 훈1등 욱일대수장을 수훈했다.
1975년 가을에 공무원노동조합협의회가 파업권을 보장받기 위해 파업을 일으키려 하자 구라이시는 11월 7일 자민당 「공노법」 문제 조사회 소위원장에 임명됐다. 한 때는 파업권을 부여해야 한다고 생각하기도 했지만 자유민주당 부총제 시나 에쓰사부로와의 회견을 통해 아직 시기상조라고 결론내렸고 공무원의 파업권은 인정받지 못했다.
1978년에 자유민주당 총무회장이 되었으며 1979년 제2차 오히라 내각에 법무상으로 참여했다. 법무상 취임 기자회견을 하면서 록히드 사건과 관련해 "다나카 전 수상에겐 친구로서 공명정대하고 청천백일할 것을 희망한다"라고 발언해 물의를 빚었다.
1983년 정계를 은퇴했으며 지역구는 와카바야시 마사토시가 물려받았다. 이후 몇 년간 입원 생활을 하다가 1986년 11월에 사망했다. 향년 86세.

## 역대 선거 기록
|  | 0% |

|  | 27% |

|  | 17% |

|  | 21.4% |

|  | 19.4% |

|  | 20.8% |

|  | 27.9% |

|  | 23.3% |

|  | 23.4% |

|  | 25% |

|  | 24.6% |

|  | 25.3% |

|  | 19.7% |

|  | 23% |

|  | 21.8% |

| 전임 니시다 다카오 | 제11대 노동대신 1955년 11월 22일~1956년 12월 23일 | 후임 마쓰우라 슈타로 |

| 전임 이시다 히로히데 | 제15대 1958년 6월 12일~1959년 6월 18일 | 후임 마쓰노 라이조 |

| 전임 마쓰노 라이조 | 제37·38대 농림대신 1966년 12월 3일~1967년 11월 25일 | 후임 니시무라 나오미 |

| 전임 하세가와 시로 | 제41대 농림대신 1970년 1월 14일~1971년 7월 5일 | 후임 아카기 무네노리 |

| 전임 사쿠라우치 요시오 | 제45대 농림대신 1973년 11월 25일~1974년 12월 9일 | 후임 아베 신타로 |

| 전임 후루이 요시미 | 제38대 법무대신 1979년 11월 9일~1980년 7월 17일 | 후임 오쿠노 세이스케 |